# Блатник-при-Чрномлю
Блатник-при-Чрномлю (словен. Blatnik pri Črnomlju) — поселення в общині Чрномель, Південно-Східна Словенія, Словенія. Висота над рівнем моря: 152,8 м.